# Rhinogobius nagoyae nagoyae
Rhinogobius nagoyae nagoyae is een ondersoort van de straalvinnige vissen uit de familie van de grondels (Gobiidae). De wetenschappelijke naam van de soort is voor het eerst geldig gepubliceerd in 1906 door Jordan & Seale.